# 加那利黑蠣鷸
加那利黑蠣鷸（拉丁語：Haematopus meadewaldoi）是一種西班牙加那利群島的兰萨罗特岛、福特彎圖拉島及其周邊小島上特有的涉禽。
加那利黑蠣鷸最初被認為是非洲黑蠣鷸的亞種，但已證實牠們獨立的物種。這兩種有時都會被認為是歐亞蠣鷸的亞種。雖然自然學者很久以前已知悉加那利黑蠣鷸的存在，但卻1913年前一直都誤以為是非洲的群族。

## 描述
加那利黑蠣鷸的大小如非洲黑蠣鷸及歐亞蠣鷸般，長40-45厘米，估計重600-800克，雌鳥較重。雄鳥的喙長7-8厘米，雌鳥的喙明顯較長。牠們的腳長5厘米，翼長25-26.5厘米，雄鳥的翼較長。
加那利黑蠣鷸的外表極像非洲黑蠣鷸，就算將兩者放在手上也很難分辨。加那利黑蠣鷸的喙稍長及翼較短，而非洲黑蠣鷸則不會在安哥拉洛比托北部出現。加那利黑蠣鷸整體呈黑色有光澤，翼底的飛羽底呈白色。牠們的喙橫向扁平，尖端圓頓，眼睛上有一窄環，瞳孔呈紅橙色，腳及腳掌呈深粉紅色，爪呈象牙色。牠們沒有拇趾，第二趾及第三趾之間有細小的蹼。
雄性及雌性加那利黑蠣鷸在顏色上沒有分別。雛鳥不明，可能有較深色的部份及一些灰色的絨毛。初出羽毛的雛鳥顏色同樣不明，估計一般都是呈灰褐色，有深色的斑紋作為偽裝之用。從牠們生活於黑漆漆的熔岩環境下，牠們可能都是黑漆漆的及佈滿灰塵。

## 習性
加那利黑蠣鷸不是候鳥，全年也會留在其棲息地，甚至不會因繁殖或走失而離開加那利群島的東部島嶼。有關牠們生態的資料並不充足及很多都是二手或從環境估計而來的。雖然只是推測，這些資料都應與蠣鷸的生物學一致，而沒有太多的變數。牠們顯而易見，很多當地人都認識牠們，並替牠們取了當地的名字。
加那利黑蠣鷸似乎喜歡生活在岩岸邊而多於沙灘，因為牠們的食物多不在沙灘的環境。牠們主要是吃細小軟體動物及甲殼動物、尤其是岡蒂氏笠螺、胡椒笠螺及瓷笠螺等帽貝，都是牠們喜歡的食物。
加那利黑蠣鷸的叫聲是重覆的嘰嘰聲，而警報信號則是嗶嗶聲。牠們在繁殖季節都是有領土的，但平時則小群的沒有定居的。

### 繁殖
加那利黑蠣鷸不會築巢，但會在海床生蛋。牠們會選擇最空曠的地方生蛋，如峽谷口。但是研究人員從沒有發現牠們的蛋或巢。牠們有很獨特的示愛方式：兩或三隻雄鳥會一起跳舞，藉以表示自己的優越。一旦雌鳥選擇了配偶，牠們就會一生維繫一夫一妻制。牠們一胎可能會生只有一隻蛋。很多時見牠們都是三隻一起，但從未有更多集合在一起。牠們的蛋可能像其近親般都有偽裝功能，顏色可能呈深灰褐色，有黑色、深灰色或深紫色的斑點。蛋平均可能有6 x 4厘米的大小。
加那利黑蠣鷸的繁殖季節不明，但從其示愛時的環境來推測，估計約於4月開始。牠們的孵化期約需30日或更少的23日，雛鳥約需35日來長出羽毛。牠們可能於6月在較多同類的區域開始聚居。雌鳥可能要3年時間才達至性成熟，而雄鳥則要4年。估計牠們可能也很長壽，可以活到20-30歲。牠們可能會在繁殖季節後會換羽。

## 滅絕
加那利黑蠣鷸最後的標本於1913年被採集到，經歷了19世紀的衰減後，根據當地的漁民及燈塔守衛，牠們約於1940年開始消失。牠們最先於20世紀初在兰萨罗特岛消失，與加那利群島滅絕事件的模式相似。1913年以後，就沒有再在周邊小島上見到牠們。
加那利黑蠣鷸已被認為已經滅絕。於1956年至1957年間及1980年代末所進行的大型搜尋都沒有發現牠們生存的證據。
於1970年及1975年在塞內加爾海岸見到有三隻黑色的蠣鷸，但應不是加那利黑蠣鷸，因牠們從不離開加那利群島，且有可能是患上黑變病的歐亞蠣鷸。在特內里費島上有兩個較近似的紀錄，分別於1965年或1968年在克魯斯港及於1981年在埃爾梅達諾，這可能是細少生活於其他海島的群族一直留存至今。
過份捕獲潮間帶的無脊椎動物及人類的騷擾可能是令加那利黑蠣鷸衰落的主因，而被大家鼠及貓的掠食亦加劇了問題的嚴重性。再者，有指牠們的蛋美味可口，故亦可能有過份的採集。雖然蠣鷸屬一般會將一胎的第一隻蛋放在當眼位置，讓掠食者吃，並重新產下另一顆蛋，但是加那利黑蠣鷸每胎只有一隻蛋，採集牠們的蛋會造成嚴重影響。成鳥在冬天也會被射殺來醃製成一種食物。另外，農業的發展造成兰萨罗特岛的沙漠化亦對牠們這成影響，但直接影響情況不明。氣候的變化造成潮間帶無脊椎動物的生活壓力亦可能是因素之一。
現時共有4隻加那利黑蠣鷸的標本，3個存放在自然歷史博物館及1個存放在利物浦世界博物館。模式標本 BMNH 1905.12.22.323是一隻於1888年或1889年在汉迪亚半岛射殺的雌鳥。翌年，一對加那利黑蠣鷸在格拉西奧薩島被射殺。最後的標本即存放在利物浦的雄鳥標本，是於1913年射殺的。於1852年在近汉迪亚半岛採集得的標本則不知所終。